# ماريوس إيورداتش
ماريوس إيورداتش (بالرومانية: Marius Iordache)‏ (8 أكتوبر 1978 في رومانيا - ) هو لاعب كرة قدم روماني في مركز الدفاع. لعب مع سي إس باندوري تارغو جيو ونادي بياترا نيامتس ونادي ستيوا بوخارست ونادي فياريال ويونيفرسيتاتيا كرايوفا وFC Progresul București ‏ وأثنيكس أشنة ‏.

## وصلات خارجية
- ماريوس إيورداتش على موقع قاعدة بيانات كرة القدم.إي يو (الإنجليزية)
- ماريوس إيورداتش على موقع عالم كرة القدم.نت (الإنجليزية)